# Ernest Pingoud

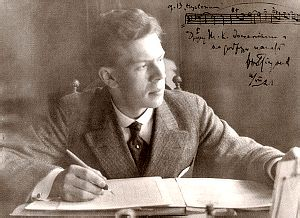
Ernest Pingoud przy pracy (1921)

Ernest Pingoud (ur. 14 października 1887 w Petersburgu, zm. 1 czerwca 1942 w Helsinkach) – fiński kompozytor, dyrygent i pianista pochodzenia alzackiego. Uważany jest za kluczową postać we wczesnym fińskim modernizmie (razem z Väinö Raitio i Aarre Merikanto).

## Życiorys

### Młode lata
Ernest Pingoud był synem pastora Guido Pingouda i Emelie Sesemann. Jego ojciec był potomkiem hugenotów, jego matka pochodziła zaś z niemieckiej rodziny Sesemannów, która osiadła w Viipuri. Ernest Pingoud spędził młode lata w St. Petersburgu. Udawał się również na wakacje do Finlandii.

### Studia
W latach szkolnych, Ernest Pingoud był studentem rosyjskiego kompozytora Antona Rubinsteina, Aleksandra Głazunowa i Nikołaja Rimskiego-Korsakowa w Konserwatorium w Petersburgu. Brał także prywatne lekcje u Aleksandara Silotiego, który był jego sąsiadem w letniej rezydencji swoich rodziców w Tikkala Manor obok Wyborga.
Po ukończeniu studiów w 1906 r. kontynuował studia muzyczne w Niemczech pod kierunkiem kompozytora Maxa Regera i Hugo Riemanna. Max Reger uważał Ernesta za jeden z najbardziej utalentowanych studentów. Pingoud studiował prócz tego również filozofię, literaturę, jak również górnictwo i metalurgię w Jenie, Monachium, Bonnie i Berlinie. W czasie studiów napisał pracę magisterską o Goethem pt. „Der junge Goethe und die Romantik”, której obrona nigdy nie zostanie zatwierdzona, ponieważ aktualizowano w tym czasie źródła o tym poecie. W 1908 roku, będąc jeszcze studentem, Ernest Pingoud rozpoczął karierę jako korespondent muzyczny dla Petersburskiej agencji prasowej w Niemczech. Piastował to stanowisko do 1911 r., a następnie do 1914 r. Współpracował z petersburskimi koncernami i krytykami operowymi.

### Służba wojskowa i żona
W 1915 r. odbył służbę wojskową w Pori i Ostrobotni. Tam też zapoznał się ze swoją przyszłą żoną Niną Rosenlew (z którą w 1918 zawarł ślub), choć małżeństwo dość szybko się rozpadło.

### Lata pracy
Od 1922 do 1924 roku był nauczycielem muzyki w Turku, a następnie został mianowany dyrektorem miejskiej orkiestry od 1924 do 1931, a następnie od 1935 do 1937. Od 1924 był także dyrygentem Miejskiej Orkiestry Helsińskiej. Jego pierwszy koncert orkiestrowy, który odbył się w Helsinkach w 1918 roku, zapowiadał nadejście modernistycznej estetyki muzycznej w Finlandii. Muzyka wstrząsnęła publicznością. Stylistycznie prace pokazały wpływ Richarda Straussa, Aleksandra Skriabina i Claude’a Debussy’ego na jego twórczość. Wrogość w Finlandii w stosunku do jego muzyki zaowocowała szeregiem pejoratywnych etykiet, w tym „ultra-modernizmem”, a nawet „muzycznym bolszewizmem”. Jego otwarte odrzucenie fińskiego nacjonalizmu mogło być odpowiedzialne za niektóre z dezaprobaty, które napotkał (w przeciwieństwie do innych fińskich kompozytorów tego czasu unikał komponowania dzieł inspirowanych Kalevalą). Jednak Pingoud zdawał się być w pewnym stopniu przygnębiony przez uprzedzony odbiór, który otrzymał jako „kompozytor bolszewicki” (pojawienie się bolszewizmu w Finlandii), a po 1925 roku nie ukończył wielu prac orkiestrowych. Jego najbardziej znaczącym międzynarodowym sukcesem były utwory orkiestrowe „Le Prophète”, prowadzone przez światowej sławy dyrygenta Leopolda Stokowskiego w Filadelfii w 1926 roku.

### Styl
Pingoud wyróżniał się eleganckim i wyrafinowanym kompozytorem orkiestrowym, którego prace są zdominowane przez mistyczną i fantastyczną atmosferę. Skomponował kilka orkiestrowych poematów symfonicznych, które przywodzą na myśl Aleksandra Skriabina i Richarda Straussa. Pingoud był zdania, że „sztuka narodowa jest dziedzictwem całej sztuki”. Zainteresował się wtedy nowoczesnymi i miejskimi tematami. W swoim dziele „Pięć Sonetów”, które skomponował dla Orkiestry Kameralnej, użył aforystycznego stylu Antona Weberna. Pingoud miał jednak negatywny stosunek do atonalności i neoklasycyzmu. Preferowany przez Pingouda tryb muzycznej ekspresji był orkiestrowy, szczególnie w wierszach symfonicznych na przykładzie Skriabina. Jego trzy koncerty fortepianowe wydają się przypominać modele Ferenca Liszta i Siergieja Rachmaninowa.
Obficie korzystał z akordu mistycznego i skali oktanonicznej.

### Śmierć
Pingoud popełnił samobójstwo 1 czerwca 1942 roku, rzucając się pod pociąg w Helsinkach. Po jego śmierci dzieła praktycznie zostały zapomniane, ale później zostały ponownie wydane i zarejestrowane. W 1995 r. jego pisma zostały opublikowane w języku fińskim jako antologia.

## Nagrania
Płyta zawierająca niektóre z poematów symfonicznych Pingouda została nagrana przez Fińską Radiową Orkiestrę Symfoniczną pod dyrekcją Sakari Oramo.

## Ważniejsze dzieła
- Trzy symfonie (nr 1, 1920, nr 2, 1921, nr 3, 1923-1927)
- Trzy koncerty fortepianowe (nr 1, 1917, nr 2, 1921, nr 3, 1922)
- Pięć sonetów na orkiestrę kameralną (1918)
- Pieśni (między innymi z tekstami Lwa Tołstoja i Viktora Rydberga(inne języki))
- Prolog, op. 4
- Poematy symfoniczne[9]